# Гижаса де Жос (Сибињ)
Гижаса де Жос (рум. Ghijasa de Jos) насеље је у Румунији у округу Сибињ у општини Нокрик. Oпштина се налази на надморској висини од 467 m.

## Становништво
Према подацима из 2002. године у насељу је живело 115 становника, од којих су сви румунске националности.